# イェベ・ホイビェア
イェベ・ホイビェア（Jeppe Højbjerg、1995年4月30日 - ）は、デンマーク出身のプロサッカー選手。エスビャウfB所属。ポジションはGK。

## 経歴

### クラブ
2009年に地元クラブからエスビャウfBに入団。
2013年1月にトップチームでのプロ契約を結んだ。
2015年にFCフレゼリシアにレンタル移籍。

### 代表
各年代でデンマーク代表に選出されている。
2016年にU21に選出される。